# Емма Д'Арсі
Емма Зія Д'Арсі (англ. Emma D'Arcy; нар. 27 червня 1992, Лондон) — англійський актор, який грає в театрі, кіно й на телебаченні. Найвідоміша роль — Рейніра Таргарієн у телесеріалі «Дім дракона».

## Життєпис
Дата народження Д'Арсі — 27 червня 1992 року, рідне місто — Лондон. Емма вивчає образотворче мистецтво в Школі мистецтв Раскіна при Оксфордському університеті, і в 2011 закінчує її.
Серед театральних ролей Д'Арсі — участь у постановці таких вистав як «Ромео і Джульєтта», «Гра, яку ми зіграли», «Суворе випробовування» для Театру Ярд, «Проти» для Театру Алмейда, «Дівчина в шкільній формі» для Вест-Йоркширського театру тощо.
У 2018 році знімається в драматичному міні-серіалі «Жага до подорожей», а в 2020 — у телевізійній комедії «Шукачі правди».
2022 року Емма грає роль Рейніри Таргарієн у телесеріалі HBO «Дім дракона».

## Особисте життя
Емма Д'Арсі є небінарною особою та використовує в англійській мові займенник they/them як форму однини.

## Фільмографія
| Рік  |   | Українська назва   | Оригінальна назва   | Роль              |
| ---- | - | ------------------ | ------------------- | ----------------- |
| 2018 | с | Жага до подорожей  | Wanderlust          | Наомі Річардс     |
| 2019 | с | Дикий Білл         | Wild Bill           | Альма             |
| 2020 | ф | Погана поведінка   | Misbehavior         | Гейзел            |
| 2020 | с | Ганна              | Hanna               | Соня Ріхтер       |
| 2020 | с | Шукачі правди      | Truth Seekers       | Астрід            |
| 2021 | ф | Материнська неділя | Mothering Sunday    | Емма Гобдей       |
| 2022 | с | Дім дракона        | House of the Dragon | Рейніра Таргарієн |